# HD 100777 b
HD 100777 b는 사자자리 방향으로 지구로부터 약 172 광년 떨어져 있는 외계 행성이다. 모항성은 HD 100777이다. 질량은 최소 목성의 약 1.17 배이며 모항성에서 약 1.03 천문 단위 떨어져서 이심률이 약 0.36의 궤도를 그리면서 돌고 있다. 공전 속도는 초당 29.3 킬로미터이다. Dominique Naef가 2007년 3월 칠레 소재 HARPS 분광 사진기를 이용하여 발견했다.

## 같이 보기
- HD 190647 b
- HD 221287 b

## 참고 문헌
- (영어) Naef 연구진 (2007). “The HARPS search for southern extra-solar planets IX. Exoplanets orbiting HD 100777 , HD 190647 , and HD 221287” (요약). 《Astronomy and Astrophysics》 470 (2): 721–726. 다음 글자 무시됨: ‘ 10.1051/0004-6361:20077361 ’ (도움말) (웹 인쇄본)